# Gaetano Saya

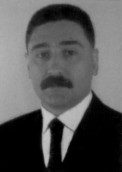
Gaetano Saya

Gaetano Saya (* 1956 in Messina, Italien) ist ein rechtsextremer Politiker und Vorsitzender der italienischen, neofaschistischen Partei Nuovo MSI.

## Leben
2004 wurde er der Volksverhetzung auf der ehemaligen Homepage der Partei angeklagt.
2005 wurde er von der Staatsanwaltschaft Genua festgenommen, mit dem Verdacht eine Parallelpolizei mit dem Namen DSSA (Dipartimento Studi Strategici Antiterrorismo, zu deutsch: Departement für Strategische Studien im Antiterrorismus) unterhalten zu haben. Mittels verschiedener Telefonüberwachungen wurde den Ermittlern bekannt, dass die DSSA die Entführung des im Exil befindlichen Aktivisten der terroristischen Vereinigung Proletari Armati per il Comunismo (zu deutsch: Bewaffnete Proletarier für den Kommunismus) Cesare Battisti geplant hatte.